# Who the Fuck Are Arctic Monkeys?
Who The Fuck Are Arctic Monkeys? es el nombre del segundo EP de la banda de rock indie inglesa Arctic Monkeys. Este disco salió a la venta el 23 de abril de 2006 con un contenido de 5 canciones, una de ellas la ya exitosa The View from the Afternoon, perteneciente a su álbum debut (Whatever People Say I Am, That's What I'm Not) y 4 canciones nuevas del grupo de Sheffield.

## Lista de canciones
Letras escritas por Alex Turner, música por Arctic Monkeys. 
- CD RUG22CD

1. "The View From The Afternoon" - 3:43
2. "Cigarette Smoker Fiona" – 2:56
3. "Despair in the Departure Lounge" – 3:22
4. "No Buses" – 3:17
5. "Who the Fuck Are Arctic Monkeys?" – 5:36